# Рисунок несуществующего животного
Тест «Рисунок несуществующего животного» — одна из проективных методик исследования личности, автором которой является Майя Захаровна Дукаревич. «Рисунок несуществующего животного» используют для диагностики детей и взрослых: выявляют их личностные черты, бессознательные личностные конфликты, установки, влечения и потребности.

## Описание методики
Испытуемому предлагается придумать и изобразить несуществующее в природе животное и дать ему несуществующее имя. Требуемый материал: лист бумаги, простой и цветные карандаши. После того, как испытуемый закончил рисунок, его просят описать животного и его образ жизни. Если рассказ о нарисованном персонаже оказался кратким или неполным, испытуемому задают наводящие уточняющие вопросы (список вопросов ориентировочный) :

- Чем оно питается?
- Где живёт?
- Чем обычно занимается?
- Что любит делать больше всего?
- А чего больше всего не любит?
- Оно живёт одно или с кем-нибудь?
- Есть у него друзья? Кто они?
- А враги у него есть? Кто? Почему они его враги?
- Чего оно боится, или оно ничего не боится?
- Какого оно размера?

Метод данного исследования основан на теории психомоторной связи. Для диагностики психического состояния используется изучение моторики доминантной руки. Данный метод основан на исследованиях И. М. Сеченова, согласно которым всякое представление, возникающее в психике, любая тенденция, связанная с этим представлением, заканчивается движением (буквально — «всякая мысль заканчивается движением»).

## Интерпретация
Cуществует несколько общих тенденций интерпретации рисунков: по виду начертания и смысловому содержанию рисунка можно изучить такие психические сферы, как уровень агрессивности в целом, склонность к вербальной агрессии, боязнь агрессии и защитная агрессия, невротическая агрессия, уровень стрессоустойчивости испытуемого (реакция на эмоциональную нагрузку), а также выявить некоторые признаки психических патологий.

### Общая оценка построения рисунка
Самый примитивный вид выполнения задания — изображение уже существующего в природе животного. Такой рисунок противоречит данной инструкции и говорит о низкой обучаемости, а также очень плохо развитом воображении. В отдельных случаях у испытуемого, неспособного изобразить несуществующее животное, диагностируют задержку психического развития. Однако стоит заметить, что данный вид выполнения задания не вызывает тревоги, если его выполнил ребёнок дошкольного возраста.
Рисунок, выполненный с нарушением инструкции, но всё же находящийся на более высоком уровне — изображение животного из сказочного или мифологического мира. Нормально для детей 8—9 лет, для детей старшего возраста говорит о низком общекультурном уровне и плохо развитом воображении.
Стандартное и наиболее часто встречающееся выполнение задания — изображение несуществующего животного из частей реально существующих. Говорит скорее об исполнительском характере личности, чем творческой направленности. Авторы таких рисунков обычно имеют рациональный подход к выполнению задач.
Изображение человекообразного животного говорит о дефиците общения у испытуемого. Также может свидетельствовать об инфантильности.
«Механизированное» несуществующее животное — признак неконформности и иногда даже низкой социализированности испытуемого.
Животные, не имеющие органов чувств, обычно свидетельствуют о шизоидной направленности личности.
Слишком вычурные изображения — признак демонстративной личности.

### Оценка уровня агрессивности и тревожных состояний
Для выявления уровня агрессивности личности используют дополнительную методику — изображение «злого животного». 

О низком уровне агрессивности говорит отсутствие у «злого животного» орудий нападения и агрессивной символики. Признаком вербальной агрессии считается изображение у животного зубов.
О повышенной агрессивности испытуемого говорит наличие на рисунке острых шипов и выростов, вне зависимости от того, какие части тела они представляют. 

При описании «злого животного» в силу социального контроля обычно отсутствуют яркое проявление агрессивных тенденций с подробным описанием его «злодеяния». В противном случае можно говорить об ослабленном социальном контроле личности.

Боязнь агрессии и защитная агрессия проявляются в рисунке в виде дополнительной физической защиты животного: панцирь, чешуя, броня, толстая кожа, а также изображение рядом с животным запасов пищи или помещение животного в аквариум, загон или клетку (стремление к изоляции от окружающего мира). 

О тревожности испытуемого обычно говорит плотная штриховка и большие уши, о страхе — большие и ярко заштрихованные глаза. Также о тревожном состоянии часто говорит гигантский размер животного. 

О невротической агрессии свидетельствует неблагоприятное место обитания животного, тщательная темная штриховка, выражение в описании животного невротических страхов, ощущении угрозы со стороны окружающего мира.

### Некоторые признаки возможной психической патологии
Важно отметить, что ни один из отдельно взятых нижеприведенных признаков не может указывать на психическую патологию: состояние испытуемого следует диагностировать в комплексе с другими видами психологических исследований.

- Искажённая или повреждённая голова животного
- Изображение внутренних органов животного, «рентгеновский» рисунок
- Покалеченное животное, наличие ран и повреждений
- Пустые глазницы, рот
- Неравномерный, невротический способ штриховки и контура рисунка
- При описании образа жизни нарисованного животного испытуемый застревает на теме смерти, убийства, страданий

При наличии на рисунке нескольких из этих признаков обычно рекомендуется консультация психиатра.

## Критика

### Отсутствие теоретического обоснования трактовок
Первоначальный вариант методики содержал лишь своеобразный каталог интерпретаций деталей рисунка и при этом практически не содержал теоретического обоснования этих трактовок. Кроме того, рисунок мог оказаться недостаточно информативным ввиду своей лаконичности. Поэтому последующие исследования методики «Рисунок несуществующего животного» были направлены на её валидизацию и на восполнение этих недостатков. Проверка правомерности оценки уровня агрессии испытуемых была проведена в работе Щербатых Ю. В. И Ермоленко П. И. по выявлению корреляций между отдельными маркерами теста РНЖ (зубы, когти, рога) и достаточно валидным и надежным тестом Басса-Дарки на различные виды агрессии. Результаты данного исследования не показали сколь либо значимой положительной корреляции между этими деталями теста РНЖ и тестом на агрессию.

### Дело Макарова
В 2010 году на чиновника Минтранса Владимира Макарова было заведено уголовное дело по обвинению в сексуальном насилии над собственной дочерью. Девочку доставили в больницу на бригаде скорой помощи после падения со шведской стенки, а после взятия анализа мочи, в котором якобы были найдены мертвые сперматозоиды, её отцу были предъявлены обвинения в сексуальном насилии. Последующие независимые экспертизы показали, что следов мужского биологического материала, а также характерных морфологических повреждений на теле девочки обнаружено не было, но данные экспертизы в материалы дела не попали. Сама девочка обвинения против отца уверенно отрицала. Среди прочих доказательств в пользу обвинения была проведена психологическая экспертиза методом «Рисунка несуществующего животного» экспертом центра «Озон» Л. Соколовой. В её экспертизе говорится: «На фоне цветного изображения хвост повторно изображен чёрным цветом и плотно закрашен (данная особенность характерна для рисунков детей, имеющих опыт сексуального вовлечения), сам рисунок выполнен со значительным психомоторным напряжением… Особенности выполнения проективных методик косвенно указывают на то, что девочка вовлечена в сексуальные отношения со значимым взрослым».
Однако данные экспертизы считать достоверными, а тем более достаточными для вынесения приговора нельзя. Коллеги Л. Соколовой выступили с критикой подобной интерпретации рисунка. В споре с директором психологического центра «Озон» Евгением Цымбалом профессор, эксперт центра социальной и судебной психиатрии имени Сербского Елена Дозорцева подняла вопрос не только о профессиональной состоятельности экспертизы, проведенной Л. Соколовой, но и её правомерности (Соколова не обладает статусом эксперта). К подобным выводам пришли также психолог и руководитель проекта по профилактике семейного насилия в рамках правительственного гранта Альбина Локтионова и специалист-психолог Государственного научного центра социальной и судебной психиатрии им. В. П. Сербского.